# NGC 2777
NGC 2777 ist eine spiralförmige Zwerggalaxie vom Hubble-Typ Sab im Sternbild Krebs auf der Ekliptik. Sie ist schätzungsweise 60 Millionen Lichtjahre von der Milchstraße entfernt und hat einen Durchmesser von etwa 15.000 Lichtjahren.
Im selben Himmelsareal befinden sich u. a. die Galaxien NGC 2773 und NGC 2775.
Das Objekt wurde am 6. März 1864 von dem Astronomen Albert Marth entdeckt.